# Zubeida Agha
Zubeida Agha en urdu: زبیدہ آغا (Faisalabad, 1922 – Islamabad, 31 de octubre de 1997) fue una de las primeras artistas modernas paquistaníes. Tras la formación del estado de Pakistán, en 1947, fue la primera artista en realizar una exposición de sus pinturas. Ayudó a traer el lenguaje artístico moderno a su país.

## Trayectoria
Agha nació en 1922 en Faisalabad, en la provincia del Punjab. Después de graduarse de la Universidad Kinnaird College for Women, en Lahore, trabajó con el pintor Bhabesh Chandra Sanyal de 1944 a 1946. En esta época también conoció en profundidad las obras de Picasso. Estuvo influenciada por las obras de Mario Perlingeri, un prisionero de guerra italiano que se encontraba en la India en ese momento. En 1946 la Sociedad de Bellas Artes le otorgó el primer premio de pintura moderna. Se unió a la Escuela de Arte de Saint Martin, de Londres, en 1950, pasando en 1951 por la Escuela de Bellas Artes de París. En 1961, fue nombrada directora ejecutiva de la Galería de Arte Contemporáneo de Rawalpindi, recibiendo el Premio Presidencial Pride of Performance en 1965.
Agha es considerada una pintora destacada de Pakistán y una pionera del arte moderno en el país. En la década de 1940, tuvo el coraje y la determinación de lanzar un estilo pictórico contemporáneo. Su estilo artístico primero desconcertó y luego abrumó a los críticos de arte y a los espectadores. Se caracterizó por el uso de colores intensos, siendo una de las grandes pintoras coloristas de la historia de la pintura paquistaní. Utilizó el color no sólo por sí mismo, sino para dar veracidad y profundidad de significado a sus imágenes, utilizando su asombrosa imaginación para provocar la reflexión del espectador.
A Agha se le suele llamar la portadora de la antorcha del arte moderno en Pakistán. En otras ocasiones también se la denomina "La gran dama del arte paquistaní".

## Reconocimientos
En noviembre de 2002, se realizó una gran exposición de su obra en el Museo Shakir Ali de Lahore.
El 14 de agosto de 2006, Pakistan Post emitió una hoja de sellos de 40 rupias para honrar póstumamente a 10 pintores paquistaníes. Además de Agha, los otros nueve pintores homenajeados fueron: Laila Shahzada, Askari Mian Irani, Sadequain, Ali Imam, Shakir Ali, Anna Molka Ahmed, Zahoor ul Akhlaq, Ahmed Pervez y Bashir Mirza.
Su obra está en exhibición permanente en la Galería Nacional de Arte del Consejo Nacional de las Artes de Pakistán en Islamabad. La Galería Nacional de Arte exhibe algunas obras de leyendas del arte visual paquistaní de forma permanente que sirven de inspiración y educación a las generaciones futuras.
En 2024, la obra de Agha fue expuesta por primera vez en la 60.ª Bienal de Venecia.